# Kris Princen
Kris Princen, né le 30 avril 1974, est un pilote  de rallyes belge.

## Biographie
Ce pilote a débuté en course automobile en 1993. Depuis ses débuts en rallye, il a presque toujours piloté des Renault. En 1999, alors qu'il est pilote officiel Renault Belgique, il remporte le titre national en Maxi Megane. Après avoir roulé en Clio Ragnotti, il bénéficie avec la Clio Super 1600 d'une auto capable de briller et gagne Ypres et le Condroz en 2005. Passé derrière le volant d'une Clio R.S. R3, il gagne le Clio R3 European Trophy en 2009 puis le Trophée Clio R3 France en 2011.
Entre 1998 et 2001, il a disputé 10 rallyes comptant pour le championnat du monde WRC (16e en Grèce au général en 1999), essentiellement avec Dany Colebunders, et de 1996 à 2011 ce furent près d'une quarantaine d'autres épreuves comptabilisées en championnat d'Europe.

## Palmarès

### Titres
- Champion de Belgique des rallyes: 1999 (copilote Lilly Genten, sur Renault Mégane Maxi Kit Car, préparée par la société Motorspôrt International de Willy Plas (seconde  victoire de Renault depuis la création du championnat belge, après celle de 1995));
  - Vice-champion de Belgique des rallyes F2 Groupe N: 2002;
  - 3e du championnat d'Europe des rallyes de zone nord: 2005;
  - 3e du championnat de Belgique des rallyes:  2001.

## Victoires en championnat d'Europe
- Boucles de Spa: 2001 (avec Dany Colebunders, sur  Peugeot 206 WRC) (2e en 1999);
- Rallye d'Ypres: 2005 (avec Dany Colebunders, sur Renault Clio S1600) (2e en 2006);
- Rallye du Condroz-Huy: 2005 (avec Eddy Chevaillier, sur Renault Clio S1600).

## Autres victoires en championnat de Belgique
- 1999: Rallye de Wallonie, Omloop Van Vlaanderen, Rallye du Bianchi (Renault Mégane Maxi Kit Car),
- 2001: Boucles de Spa (Peugeot 206 WRC)
- 2005: Belgium Westhoek Ypres Rallye, Rallye du Condroz  (Renault Clio S1600).
- 2008: Rallye TAC
- 2014: Rallye Van Haspengouw, Tac Rally, Rallye de Wallonie, Sezoens Rallye, Omloop Van Vlanderen, Rallye du Condroz (Subaru Impreza WRC S12B).
- 2015: Rallye Van Haspengouw  (Peugeot 208 T16 R5)
  - 2017: Rallye Van Haspengouw  (Skoda Fabia R5)

## Autres victoires
- Tour de Luxembourg: 1re édition, en 1999 (sur Renault Mégane Maxi).